# Skala Lansky’ego
Skala Lansky’ego – skala pediatryczna, pozwalająca określić stan ogólny i jakość życia pacjenta z chorobą nowotworową.
| Stopień sprawności | Opis |
| ------------------ | --- |
| 100                | Pełna aktywność, sprawność normalna                                                                                  |
| 90                 | Niewielkie ograniczenie przy nasilonym wysiłku fizycznym                                                             |
| 80                 | Aktywny, ale szybciej się męczy                                                                                      |
| 70                 | Równoczesne ograniczenie i skrócenie czasu aktywnego wysiłku fizycznego                                              |
| 60                 | Wykonuje codzienne czynności, ale minimalna aktywność fizyczna, preferuje czynności wymagające umiarkowanego wysiłku |
| 50                 | Ubiera się samodzielnie, ale większość dnia leży, uczestniczy w spokojnych czynnościach                              |
| 40                 | Większość czasu spędza w łóżku, uczestniczy w spokojnych czynnościach                                                |
| 30                 | Pozostaje głównie w łóżku, wymaga pomocy nawet przy najspokojniejszych czynnościach                                  |
| 20                 | Często śpi, jedynie biernie uczestniczy w najspokojniejszych czynnościach                                            |
| 10                 | Nie opuszcza lóżka, nie uczestniczy w żadnych czynnościach                                                           |
| 0                  | Zgon |